# Uncispionidae

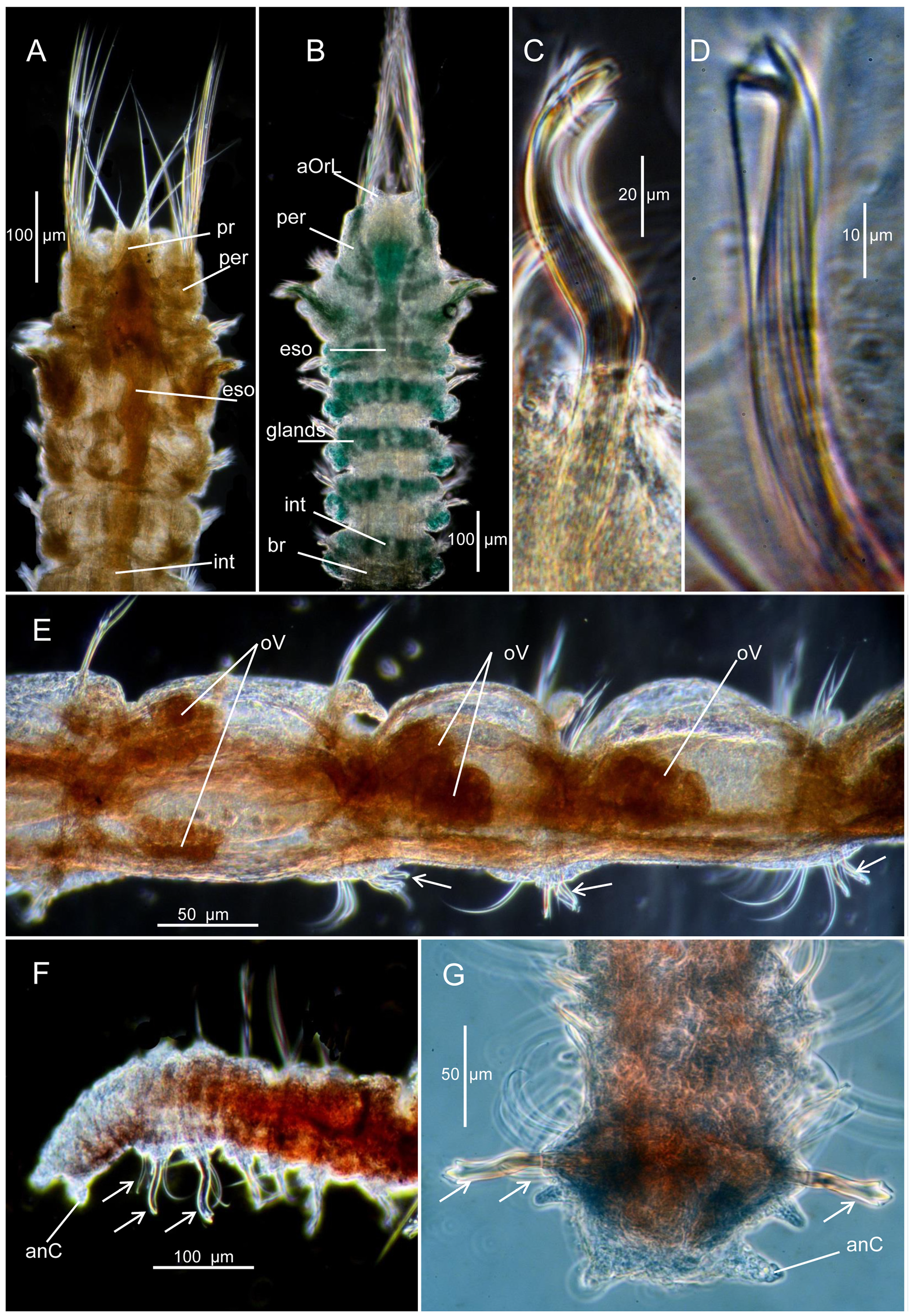
Rhamphispio tridentata

Uncispionidae (лат.) — семейство кольчатых червей отряда Spionida из подкласса Sedentaria класса многощетинковых.

## Описание
Многощетинковые черви. Простомиум не удлинён сзади (у сходных Spionidae он удлиннён); капиллярные хеты включают гладкие и/или волосистые типы; некоторые капюшонообразные крючки увеличены и сильно изогнуты (у Spionidae все крючки тонкие со стержнем более или менее прямым).
Наличие крупных модифицированных крючьев нейропод на задних сегментах предполагает, что эти структуры служат для крепления червей к субстрату, а также указывает на строительство трубок или галерей и дискретную подвижность. Однако нет никакой информации о морфологии или структуре убежища этих животных.
Доли, связанные с губами, указывают на роль в отборе частиц и, вероятно, используются для питания и строительства трубок. Как и у других спиониформных групп, пара пальп, вероятно, участвует в первоначальном захвате частиц на границе вода-осадок, которые транспортируются ко рту через реснитчатый желобок.

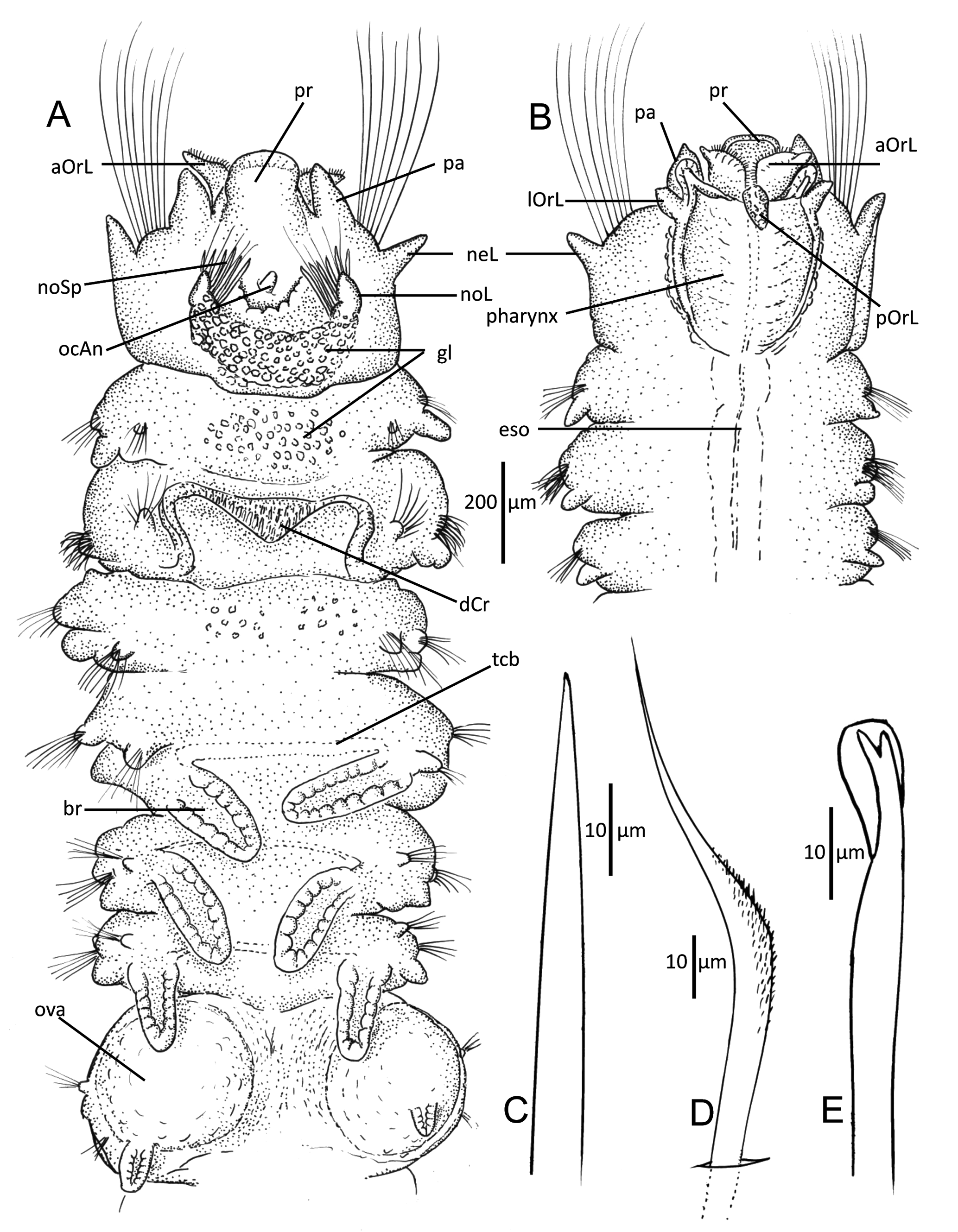
Uncopherusa cristata
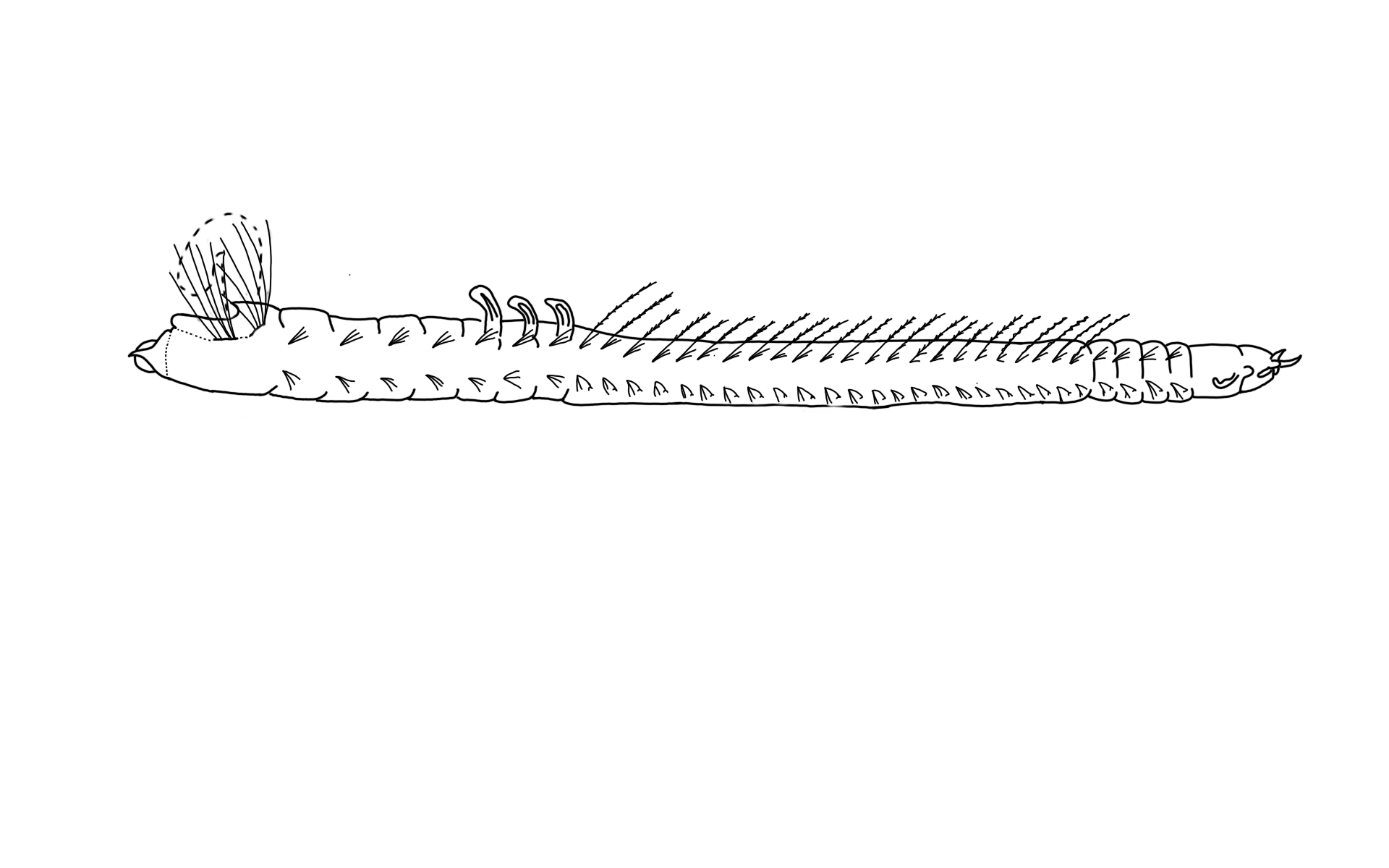
Uncispio hartmanae

## Систематика
Известно 3 рода и около 10 видов. Семейство было впервые выделено в 1982 году.
- Rhamphispio Blake & Maciolek, 2018[8]
  - Rhamphispio tridentata Blake & Maciolek, 2018
- Uncispio Green, 1982
  - Uncispio greenae Blake & Maciolek, 2018[8]
  - Uncispio hamata Blake & Maciolek, 2018[8]
  - Uncispio hartmanae Green, 1982
  - Uncispio reesi Darbyshire & Mackie, 2011
- Uncopherusa Fauchald & Hancock, 1984
  - Uncopherusa bifida Fauchald & Hancock, 1984
  - Uncopherusa cristata Blake & Maciolek, 2018
  - Uncopherusa papillata Blake & Maciolek, 2018